# Шривидья

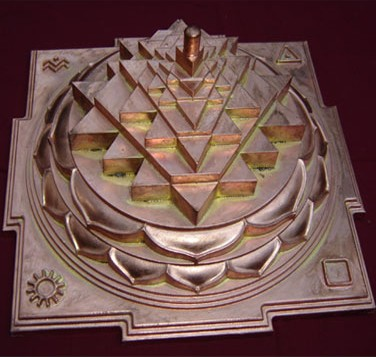
Шри Янтра (показана в трёхмерной проекции, известна также как Шри Меру чакра или Маха Меру. Используется в основных ритуалах традиции Шри Видья. Также является одним из основных элементов тантрического шактизма.

Шриви́дья (IAST: śrīvidyā), или Шри-кула, — шактистская тантрическая традиция. Она придерживается монистической метафизической концепции о том, что в конечном счете существует одна единственная реальность, в которой сознание отождествлено с богиней Трипурасундари («Прекрасная богиня трёх городов»).
Согласно британскому учёному Гэвину Фладу богиня — тантрическая форма богини Шри (также называемой Лакшми), супругой бога Вишну. Тем не менее, последний ортодоксальный лидер крупнейшей школы Шри Видьи, Шри Чандрасекхарендра Сарасвати Свамигал, говорит, что Шри в Шри Видья — это скорее слово, подчеркивающее поклонение перед Видьей, а не эпитет Лакшми. Другой индийский ученый Рамачандра Дикшитар утверждает, что богиня — одна из форм Дурги или Парвати, супруги Шивы. Это и другие имена богини Парвати используются в Шри Лалита Сахасранаме, где воспеваются 1000 имен богини Парвати. Данная стотра широко используется в Шри Видье. Богиня проявлена в её мантре, называемой Шривидья, и в её Шри Янтре из девяти пересекающихся треугольников в круге (Шри Янтра или Шри Чакра). Последователи Шривидьи стремятся к освобождению из цикла перерождений (самсары) посредством достижения единства с богиней.
Самый главный символ Шри Видьи — это Шри Чакра (Шри Янтра), состоящая из девяти пересекающихся треугольников в круге из лепестков лотоса. Шри Чакра символизирует взаимное проникновение, взаимодействие и единение динамичной женской энергии (Шакти) с пассивным мужским сознанием (Шива). Она используется в ритуалах и медитации, чтобы помочь практикующему осознать своё единство с богиней Трипурасундари, представленной в янтре. Шри Видья — так же называется и 15-сложная мантра этой традиции, звуковой эквивалент Шри Чакры, звуковое воплощение богини.